# Bataille de Racławice
Insurrection de Kościuszko
Batailles
- Racławice
- Varsovie (en)
- Vilnius (en)
- Grande-Pologne
- Szczekociny
- Chełm (en)
- Rajgród (en)
- Varsovie (en)
- Terespol (en)
- Maciejowice
- Praga

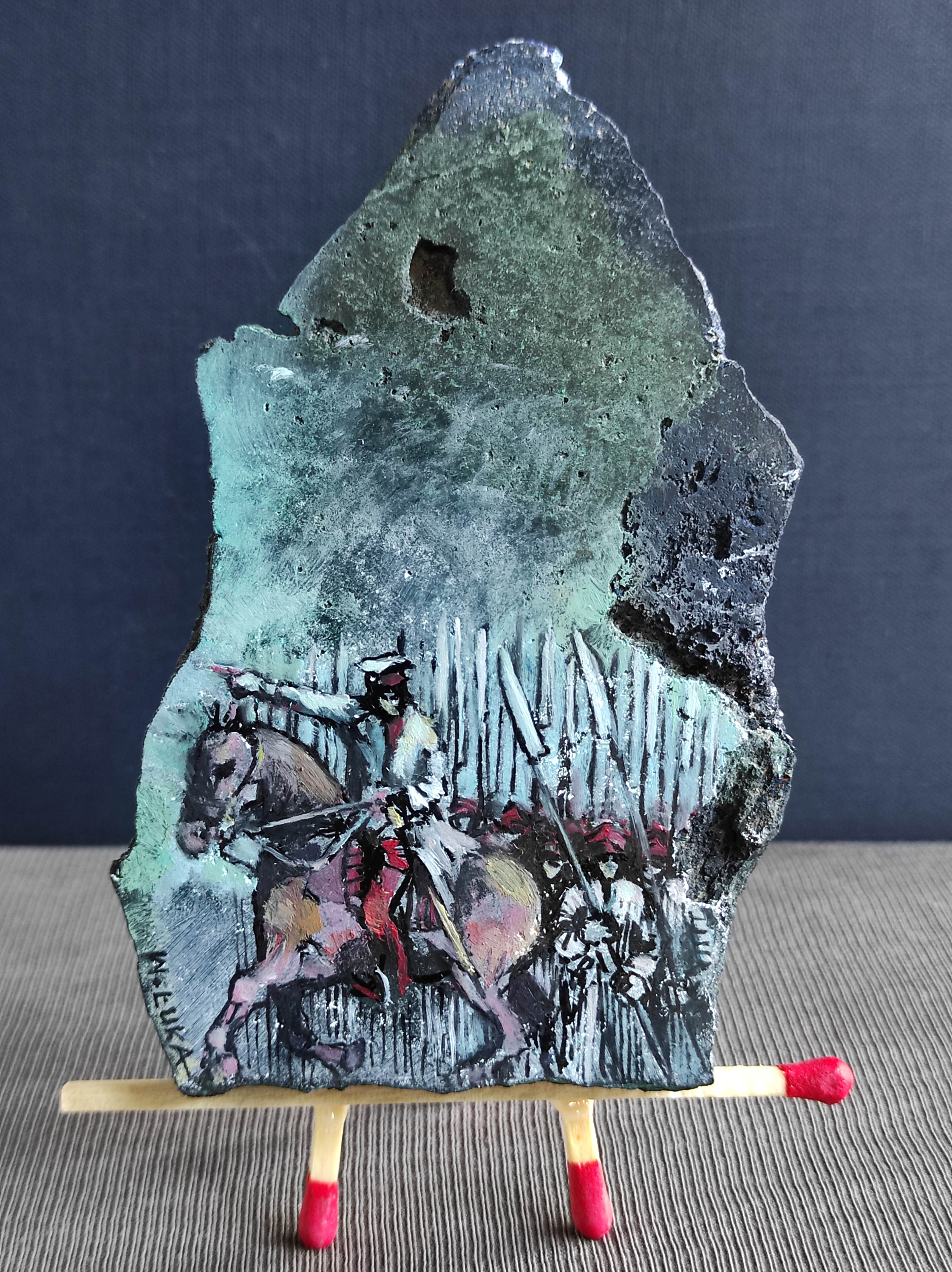
La bataille de Raclawice, par Wojciech Łuka au Musée miniature de l'art professionnel Henri Jan Dominiak à Tychy, dimensions 132 × 77 mm.

La bataille de Racławice, qui a eu lieu le 4 avril 1794 près du village de Racławice situé dans la voïvodie de Petite-Pologne, est une des premières de l'insurrection polonaise de 1794 menée par Tadeusz Kościuszko contre la Russie et la Prusse, à la suite du deuxième partage de la Pologne (1793).
Cette bataille oppose des soldats et volontaires polonais commandés par Tadeusz Kosciuszko et les troupes de l'armée impériale russe commandées par le général Denissov et son second, le général Tormassov.

## Contexte
Après le deuxième partage de la Pologne, la république des Deux Nations a perdu la moitié du territoire qui lui restait après le premier (1772).
Le territoire encore polonais est cependant occupé en plusieurs points par des garnisons russes, tandis que les garnisons polonaises sont restées en place, mais en subissant des réductions d'effectifs au cours de l'année 1793.
Des patriotes, en exil ou dans le pays, ont décidé de lancer une insurrection pour redresser la situation. Tadeusz Kosciuszko, le Polonais le plus célèbre de son temps, doit en être le leader. Auréolé de la gloire de sa participation à la guerre d'indépendance des États-Unis et de son rôle dans la guerre russo-polonaise de 1792, il a été fait « citoyen d'honneur de la France » le 24 août 1792.
Le 24 mars 1794, il proclame publiquement l'insurrection de la Pologne à Cracovie, devenant commandant en chef (naczelnik) des forces armées insurgées. Très rapidement, l'armée russe envoie contre lui un corps commandé par le général Fiodor Denissov, mais Kosciuszko obtient le ralliement de suffisamment de soldats et de volontaires civils, notamment paysans, pour l'affronter. 
La rencontre va avoir lieu à Raclawice, à 30 km au nord-ouest de Cracovie.

## Forces en présence
Kosciuszko a rassemblé 9 bataillons d'infanterie, soit 1 400 hommes armés de baïonnettes, et 26 escadrons de cavalerie avec 1 040 hommes armés de sabres. De plus, la voïvodie de Petite-Pologne a fourni 11 canons et 2 000 volontaires paysans armés de piques et de faux transformées en piques (les « faucheurs »), dont le rôle dans la bataille va être déterminant.
Le corps russe est très supérieur en nombre, mais Denissov décide de le scinder en deux parties, une sous son commandement, l'autre sous le commandement du général Tormassov.

### Armée polonaise
- Armée régulière : 2440 soldats:
  - 2 bataillons du 2e régiment d'infanterie de Józef Wodzicki – 400 soldats
  - 2 bataillons du 3e régiment d'infanterie de Czapski – 400 soldats
  - 2 bataillons du 4e régiment d'infanterie de Piotr Ożarowski – 400 soldats
  - 1 bataillon du  9e régiment d'infanterie de Raczyński – 200 soldats
  - 10 escadrons de la 1re brigade de cavalerie d'Antoni Madaliński – 400 soldats
  - 10 escadrons de la 2e brigade de cavalerie de Ludwik Manget – 400 soldats
  - 4 escadrons de la 2e brigade de cavalerie de Paweł Biernacki – 160 soldats
  - 2 escadrons du prince Wirtemberg – 80 soldats
  - 12 canons
- Volontaires : – 1920 faucheurs et piquiers, commandés par le général Jan Slaski

### Armée russe
Globalement, le général Fiodor Denisov dispose de
- 6 bataillons d'infanterie et un demi bataillon
- 22 escadrons de cavalerie
- 12 escadrons de cavalerie cosaque
- 19 canons

Après la séparation, le général Tormassov ne dispose plus que de 
- 1 bataillon d'infanterie et demi
- 1 bataillon de grenadiers (lieutenant-colonel Tomatis)
- 7 escadrons de hussards
- 6 sotnias cosaques (major Adrian Denissov)
- 12 canons

## Déroulement de la bataille

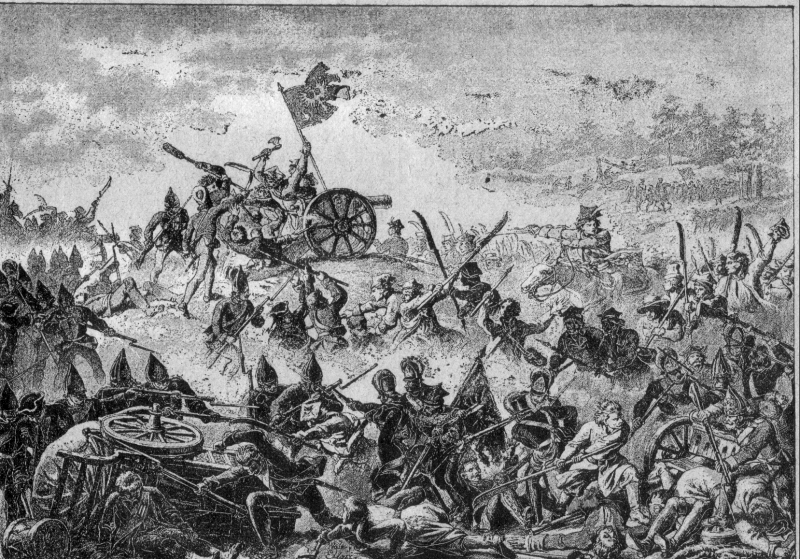
La bataille de Raclawice, par Michał Stachowicz

Les manœuvres de l'armée russe aboutissent à ce que Kosciuszko rencontre Tormassov, alors que Denissov se trouve très loin du champ de bataille. 
À la tête de forces encore supérieures en nombre, le général Tormassov attaque de front les troupes polonaises. Selon l'habitude de la guerre en ligne, les soldats russes se tiennent côte à côte sur plusieurs lignes. Cette disposition assure un feu nourri et continu, mais permet difficilement de manœuvrer. Kościuszko a rapporté des États-Unis une tactique qu'il met en application à Raclawice : les Polonais tirent à couvert en utilisant les avantages que peut leur donner le terrain (tactique des tirailleurs). 
À un moment de l'engagement, les faucheurs, conduits par Kościuszko lui-même, parviennent à contourner les troupes russes et les attaquent par l'arrière. Cette attaque très rapide est couronnée de succès : les faucheurs s'emparent de toutes les pièces d'artillerie et forcent les troupes russes à se retirer.
Les forces de Kościuszko sont cependant trop faibles pour poursuivre celles de Tormassov, au risque d'affronter Denissov, et pour chasser les Russes de Petite-Pologne.

## Conséquences

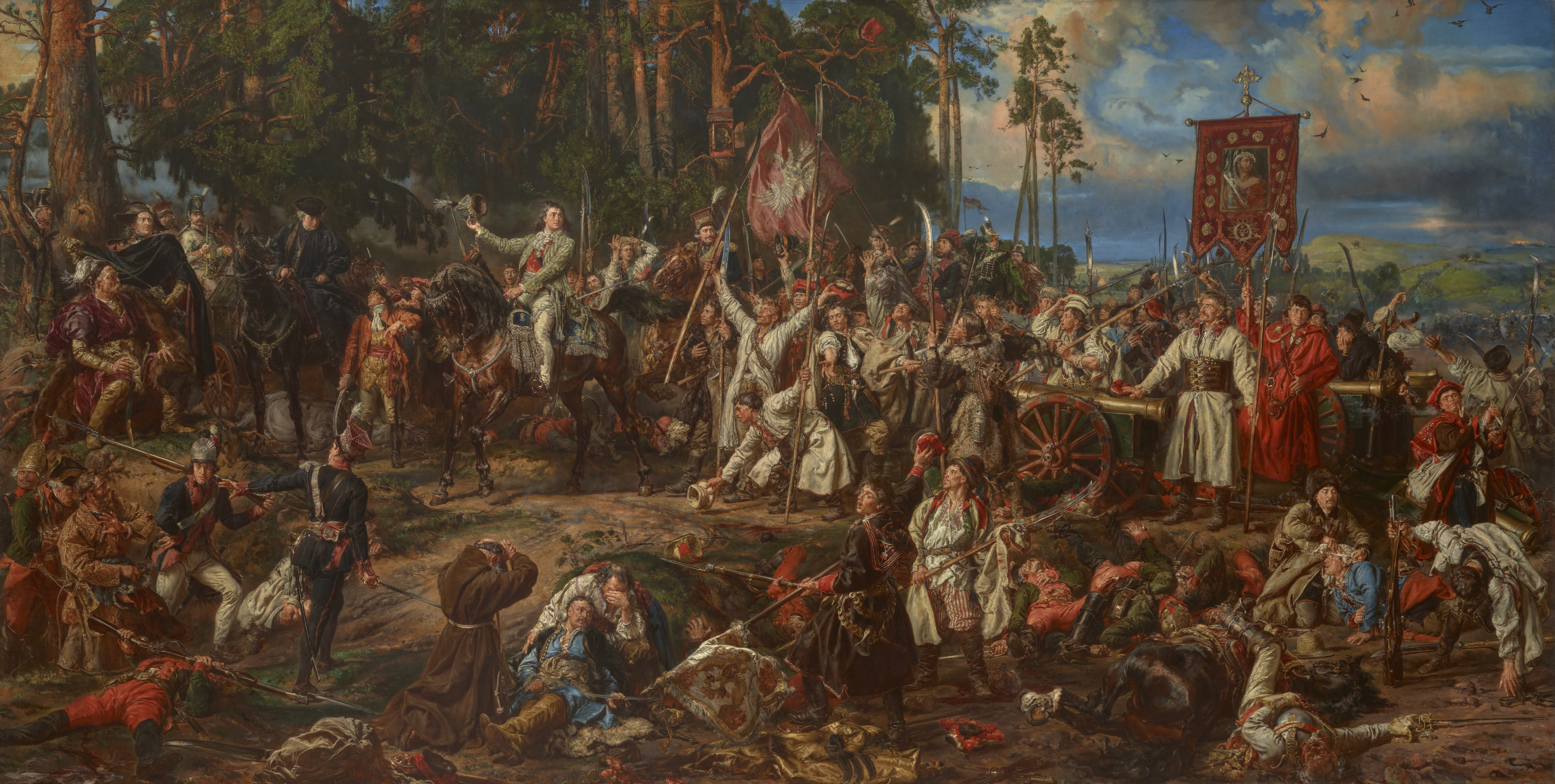
La bataille de Racławice par Jan Matejko

La victoire de Racławice est militairement un succès ponctuel, mais politiquement, il renforce le moral des insurgés et incite d'autres territoires à se joindre à Kosciuszko : le 17 avril, Varsovie se soulève et chasse la garnison russe ; le 23 avril, c'est le tour de Wilno (actuelle Vilnius), puis d'autres régions du grand-duché de Lituanie. 
En l'honneur de cette victoire, Kościuszko confère à certains paysans qui se sont spécialement distingués le grade de sous-lieutenant[réf. nécessaire], et pour rendre hommage à l'héroïsme des faucheurs, il adopte leur vêtement : le caftan grossier des paysans.

## Mémoire de la bataille
- Pendant la Seconde Guerre mondiale, la 303e escadrille polonaise de chasse adopte pour emblème le chapeau rouge des paysans et les deux faux entrecroisées.
- Des représentations de la bataille ont été faites par des peintres comme Jan Matejko ou Michał Stachowicz (en)
- Une œuvre de grandes dimensions, le panorama de la bataille de Racławice, peint par Wojciech Kossak en collatoration avec Jan Styka, se trouve aujourd'hui à Wroclaw.

## Sources
- (ru) Cet article est partiellement ou en totalité issu de l’article de Wikipédia en russe intitulé « Битва под Рацлавицами » (voir la liste des auteurs).

- (pl) Cet article est partiellement ou en totalité issu de l’article de Wikipédia en polonais intitulé « Bitwa pod Racławicami » (voir la liste des auteurs).